# Манасевич Юлій Йосипович
Ю́лій Йо́сипович Манасе́вич (* 20 вересня 1868, Кам'янець-Подільський — † 22 липня 1958, Кам'янець-Подільський) — заслужений лікар УРСР (1946).

## Життєпис
Юлій Манасевич народився 20 вересня 1868 року в Кам'янці-Подільському в сім'ї лікаря. Його батько Йосип Мойсейович Манасевич закінчив медичний факультет Київського університету, в 1877—1879 та в 1892—1911 роках працював лікарем у Кам'янець-Подільській чоловічій гімназії .
1887 року Юлій Манасевич закінчив Кам'янець-Подільську гімназію . Про ці роки він згадував так:
| «Це були важкі роки мого життя. Я намагаюся згадати щось приємне — і не можу. В пам'яті залишилися лише незаслужені обра́зи, покарання. Гімназія була школою знущання над дітьми. Учнів карали за провину та без провини. Садили в карцер на 24 години й давали тільки хліб, сіль і воду, брали під арешт. Учитель грецької і латинської мови Федір Георгійович Чехак любив висміювати учнів, висліджував неуважного учня, несподівано викликав його та призначав арешт. Осбливо уїдливим був інспектор гімназії Олександр Павлович Пучковський, який грубо обзивав учнів. Досить було його підозри, щоб учень опинився в карцері. З його примхи, без жодних підстав, я не раз проводив у карцері 12, а то й 24 години. Мій батько був лікарем гімназії — і це допомогло мені закінчити гімназію з оцінкою 5 з поведіки. Я був щасливий, коли зняв із себе остогидлу форму гімназиста». |
Юлій Манасевич вступив на медичний факультет Харківського університету. 1894 року спалахнула епідемія холери в Криму. Адміністрація університету направила туди групу студентів-медиків, серед яких був і Манасевич. Невдовзі епідемію було ліквідовано. Після місячної перерви цю ж групу студентів направили в Харківську губернію, де епідемія холери охопила більшу частину губернії. Обслуговуючи хворих, студент Манасевич сам захворів на холеру. Після тримісячного лікування видужав і повернувся в університет.
1896 року, після закінчення університету, Манасевич приїхав у Кам'янець-Подільський. Тут він півроку працював терапевтом у губернській лікарні.
Мріючи вивчитися на дитячого лікаря, 1897 року Манасевич поїхав на удосконалення з педіатрії до відомого російського професора Нила Філатова. Але, оскільки Манасевич був євреєм, йому на дали дозволу проживати в Москві. Тож для набуття нових знань і практичного досвіду Манасевич поїхав за кордон. У Відні він стажувався з терапії у професора Германа Нотнагеля — відомого фахівця з внутрішніх хвороб. Близько року він штудіював дитячі хвороби у професорів Манті та Відергофера.
1899 року Манасевич повернувся в Кам'янець-Подільський.
Працював шкільним лікарем (1899—1914), в армії (1914—1917), головним лікарем і консультантом дитячої поліклініки (1924—1958).
24 серпня 1946 року в Кам'янці-Подільському урочисто відзначили 50-річчя трудової діяльності лікаря-педіатра Юлія Манасевича. На честь ювілею обласний відділ охорони здоров'я преміював 78-річного лікаря путівкою на курорт і грішми (2000 карбованців).
30 листопада 1946 року Юлієві Манасевичу надано звання «Заслужений лікар Української РСР» .
Помер Юлій Манасевич 22 липня 1958 року на 90-му році життя. Поховано в Кам'янці-Подільському на Руськофільварецькому кладовищі.